# Un passo dal cielo
Un passo dal cielo est une série télévisée italienne, créée par Enrico Oldoini et diffusée depuis le 10 avril 2011 sur la RAI. Elle est centrée sur la vie d'un garde forestier (joué par Terence Hill) à San Candido, commune du Parc Naturel des Trois Cimes dans le Tyrol du Sud (Italie).

## Synopsis
Le personnage principal, Pietro, est un garde forestier qui travaille dans le pays alpin de San Candido avec son collègue "Roccia", en collaborant avec le commissaire de police Nappi (ils ont leur bureau côte-à-côte) qui vient tout juste d'être affecté dans la région. Pietro a une grande connaissance de la nature et de la montagne et c'est un expert en escalade ; mais il est hanté par la mort de sa femme, survenue pendant une escalade.

## Distribution

### Acteurs principaux
- Terence Hill est l'inspecteur supérieur des forêts Pietro (saison 1-3)
- Daniele Liotti est le nouvel inspecteur supérieur des forêts Francesco (saison 4)
- Francesco Salvi est le surintendant-chef des forêts Felicino Scotton, dit "Roccia", le frère d'Assunta et père de Chiara
- Enrico Ianniello est le commissaire en chef Vincenzo Nappi
- Gaia Bermani Amaral est la vétérinaire Silvia Bussolati (saison 1-2)
- Katia Ricciarelli est Assunta Scotton, la sœur de "Roccia" (saison 1-3)
- Gianmarco Pozzoli est l'assistance de la police d'État Huber Fabricetti
- Claudia Gaffuri joue Chiara Scotton, la fille de "Roccia" (saison 1-3)
- Gabriele Rossi joue Giorgio Gualtieri, le fils de Claudia et petit-fils de Pietro (saison 1-3)
- Bettina Giovannini joue Claudia Gualtieri, la mère de Giorgio
- Mauro Pirovano est le maire de San Candido (première saison)
- Sandro Trigolo est le secrétaire du maire de San Candido (première saison)
- Valentina D'Agostino joue Marcella, l'ex-fiancée du commissaire Nappi (première saison)
- Magdalena Grochowska est la doctoresse Emma (saison 2)
- Raniero Monaco di Lapio joue Tobias, le zoologiste (saison 2)
- Eleonora Sergio joue Antonella Fabricetti, la femme de Huber (saison 2)
- Miriam Leone joue Astrid, la cuisinière de Huber (saison 2)
- Alice Bellagamba joue Miriam, ami et rival en amour Chiara (saison 2)
- Alan Cappelli Goetz joue Marco (saison 2)
- Rocío Muñoz Morales joue Eva Fernández, un modèle condamné aux services sociaux (saison 3-4)
- Giusy Buscemi, 9 episodes

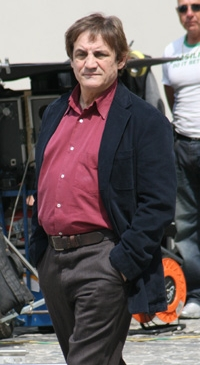
Francesco Salvi est Felicino Scotton
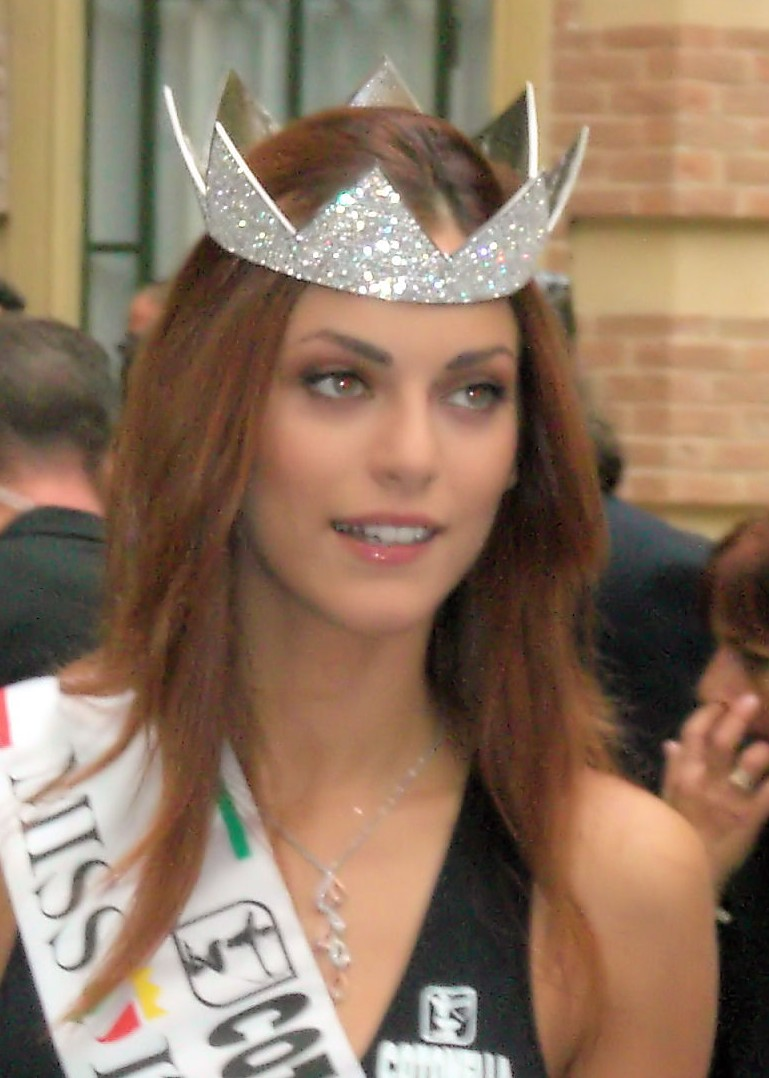
Miriam Leone est Astrid
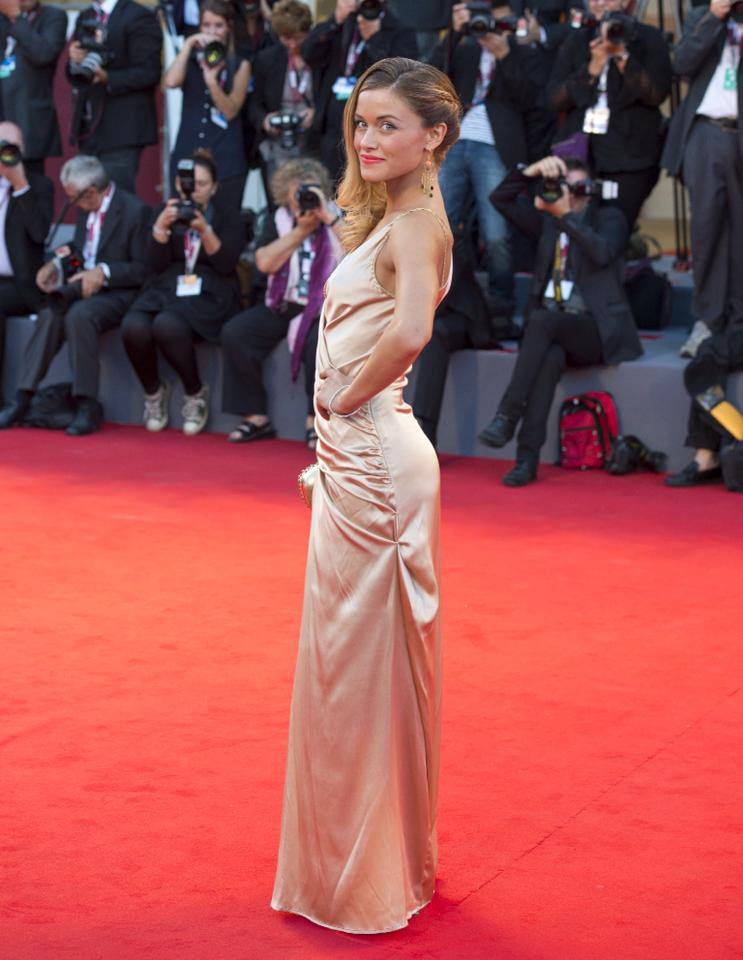
Alice Bellagamba est Miriam
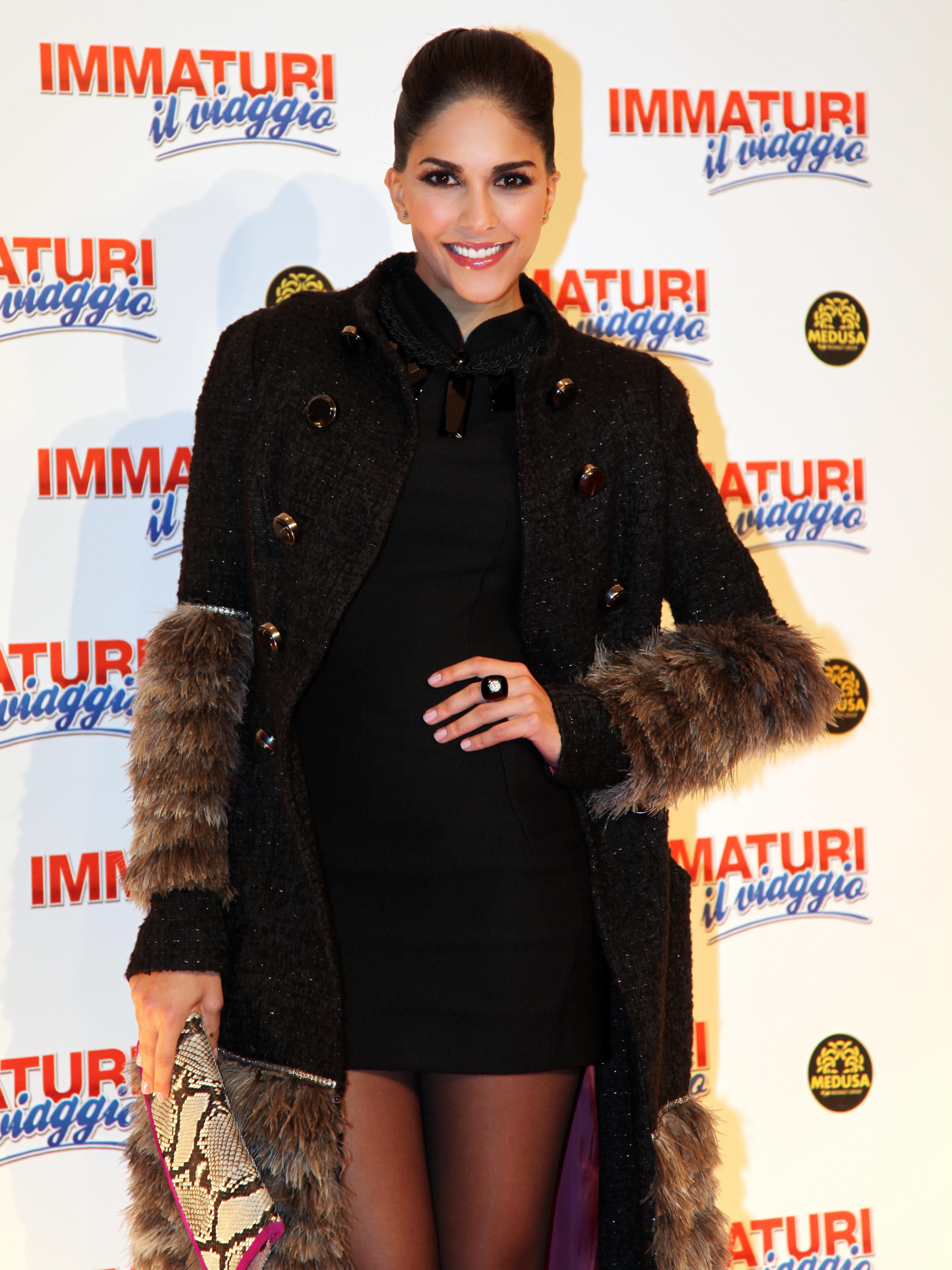
Rocío Muñoz Morales est Eva Fernandez

## Épisodes
| Saison | Saison | Épisodes | Date de 1re diffusion | Fin de 1re diffusion |
| ------ | ------ | -------- | --------------------- | -------------------- |
|        | 1      | 12       | Avril 10, 2011        | Mai 17, 2011         |
|        | 2      | 14       | Octobre 14, 2012      | Novembre 29, 2012    |
|        | 3      | 18       | Janvier 8, 2015       | Mars 16, 2015        |
|        | 4      | 18       | Janvier 17, 2017      | Mars 21, 2017        |

### Première saison (2011)
| n° | Titre original         | Titre français |
| -- | ---------------------- | -------------- |
| 1  | Lo spirito del lupo    |                |
| 2  | Il fantasma del mulino |                |
| 3  | Il giorno del santo    |                |
| 4  | La prova del fuoco     |                |
| 5  | Il capriolo avvelenato |                |
| 6  | Caccia al tesoro       |                |
| 7  | Salvato dalle acque    |                |
| 8  | Un salto nel vuoto     |                |
| 9  | Il mostro del lago     |                |
| 10 | L'ape regina           |                |
| 11 | Il volo dell'aquila    |                |
| 12 | La lacrima del gigante |                |

### Deuxième saison (2012)
| n° | Titre original            | Titre français |
| -- | ------------------------- | -------------- |
| 1  | Facili prede              |                |
| 2  | Il richiamo del sangue    |                |
| 3  | Il seme della gelosia     |                |
| 4  | L'istinto dell'uomo       |                |
| 5  | Tra le nuvole             |                |
| 6  | La leggenda del pescatore |                |
| 7  | Falsa partenza            |                |
| 8  | Fuori dal mondo           |                |
| 9  | La nuova via              |                |
| 10 | Musica silenziosa         |                |
| 11 | L'ombra del diavolo       |                |
| 12 | Vite sospese              |                |
| 13 | La fuga                   |                |
| 14 | Io ti salverò             |                |

### Troisième saison (2015)
La série a été renouvelée pour une troisième saison prévue pour 2015.

### Quatrième saison (2017)
| n° | Titre original          | Titre français |
| -- | ----------------------- | -------------- |
| 1  | La maschera del diavolo |                |
| 2  | Il sentiero verso casa  |                |
| 3  | Sfida verticale         |                |
| 4  | L'accusa                |                |
| 5  | La trappola             |                |
| 6  | Il sacro fuoco          |                |
| 7  | Spiriti liberi          |                |
| 8  | Oltre l'infinito        |                |
| 9  | La ragazza del lago     |                |
| 10 | La bella addormentata   |                |
| 11 | Preda innocente         |                |
| 12 | L'uomo dei lupi         |                |
| 13 | Radici                  |                |
| 14 | Legami di sangue        |                |
| 15 | Il morso del dolore     |                |
| 16 | La scelta               |                |
| 17 | Ferita mortale          |                |
| 18 | Il volto del demone     |                |